# Magna Charta Universitatum

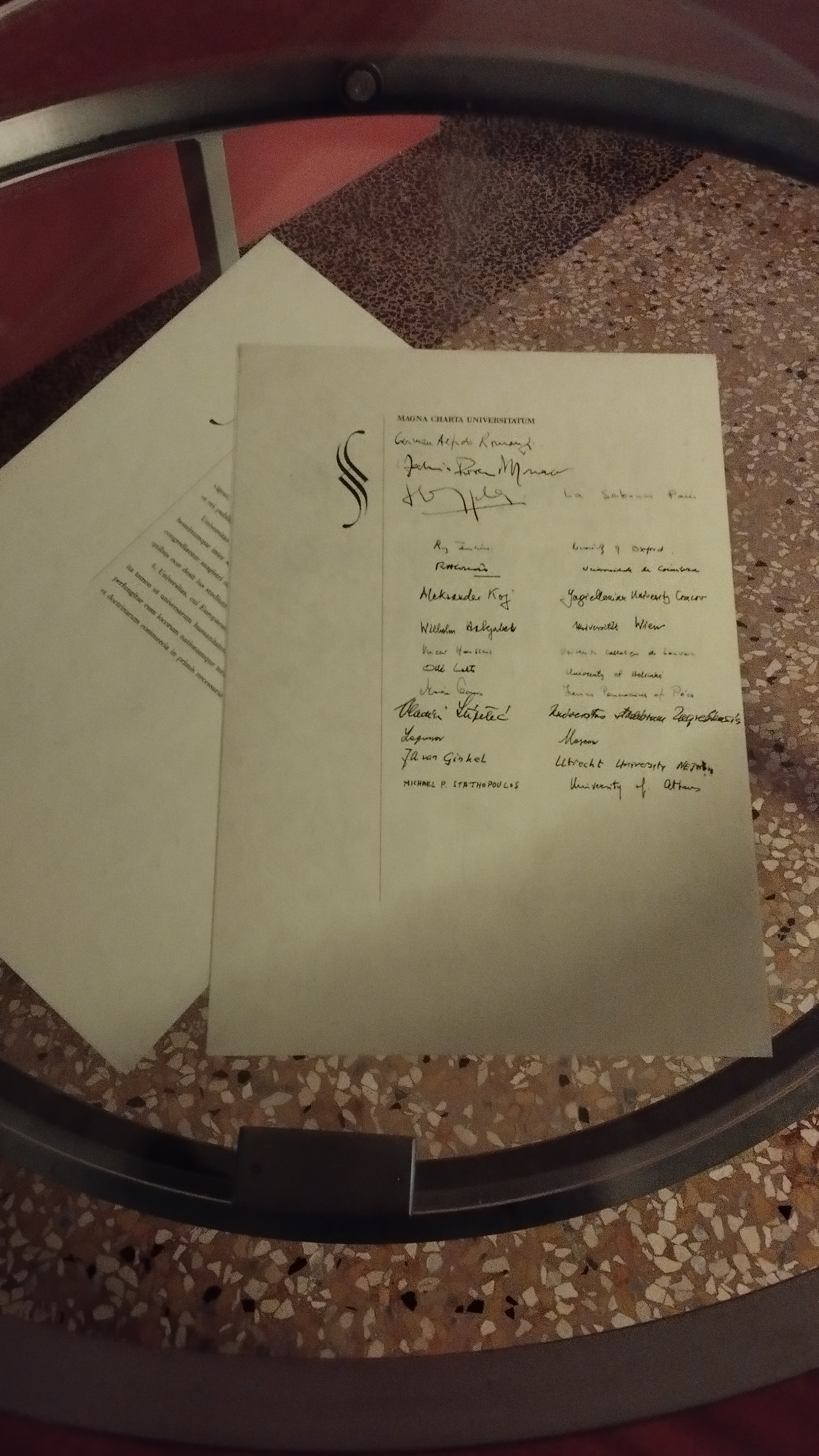
Originale della Magna Charta, conservata presso il Museo di Palazzo Poggi, sede dell'Università di Bologna.

La Magna Charta Universitatum (per esteso, Magna Charta Universitatum Europaeum, ovvero Magna Carta delle Università Europee) è un documento che sancisce i principi irrinunciabili di libertà, conoscenza, ricerca e insegnamento, e su cui si basa il concetto di mobilità e scambio internazionale libero per studenti, ricercatori e docenti universitari. La Charta promuove i legami fra le università europee, ma più in generale si rivolge agli atenei di tutto il mondo. È stata redatta nel 1988, su proposta dell'Università di Bologna risalente al 1986.
Nel documento sono molti gli elementi a fondamento dell'operato del processo di Bologna, la riforma internazionale dei sistemi d'istruzione superiore dell'Unione europea.

## Storia
Il documento, nella sua forma definitiva, fu stilato l'8 gennaio del 1988 a Barcellona. Il 18 settembre del 1988, presso la Piazza Maggiore di Bologna, in occasione del 900º anniversario della fondazione dell'Alma Mater Studiorum, la Magna Charta Universitatum Europaeum fu sottoscritta da 430 rettori universitari.
Gli atenei che, riconoscendosi nella Charta, vi hanno in seguito aderito, sono ad oggi 802 (ubicati in 85 nazioni diverse).
L'originale (in latino) della Magna Carta delle Università è esposto nella "Sala della Magna Charta" del Museo di Palazzo Poggi.

## Contenuti
All'interno delle premesse della Magna Charta Universitatum si fa riferimento all'istruzione come all'elemento principe che influenza l'avvenire dell'umanità intera, un'attività educativa rivolta alla società e nel segno del rispetto per gli equilibri dell'ambiente naturale e della vita.
Nella sezione successiva vengono enunciati i principi fondamentali che esaltano la completa indipendenza universitaria, l'inscindibilità fra didattica e ricerca, la libertà d'insegnamento e la globalità di un sapere che travalichi le frontiere, sia geografiche che politiche, nel ripudio dell'intolleranza e nella propugnazione di un dialogo continuo, interagente fra le differenti culture.
Nell'ultima parte, vengono indicati una serie di mezzi attraverso i quali raggiungere le finalità stabilite.

La comunità accademica s'impegna inoltre a profondere un'adeguata attenzione verso le necessità e gli obiettivi degli studenti e alla libera circolazione sia delle informazioni che dei soggetti universitari, e promuove l'equivalenza di status, titoli, esami e di assegnazione di borse di studio, fra i vari Stati.

## L'Osservatorio
Con l'aumento del numero dei firmatari della Charta, fu considerata necessaria l'istituzione di un organo per vigilare sull'applicazione dei principi fondamentali della stessa: l'Associazione delle università europee e l'Università di Bologna diedero così vita all'Osservatorio (con sede a Bologna).

## Opere ispirate
Nel 2015 il musicista Ezio Bosso, dietro commissione dell'Università di Bologna, ha composto la sua 4ª Sinfonia Alma Mater dedicata proprio alla Magna Carta delle Università Europee.